# 前120年代
| 千纪： | 前1千纪 |
| 世纪： | 前3世纪 \| 前2世纪 \| 前1世纪                                                                              |
| 年代： | 前150年代 \| 前140年代 \| 前130年代 \| 前120年代 \| 前110年代 \| 前100年代 \| 前90年代                     |
| 年份： | 前129年 \| 前128年 \| 前127年 \| 前126年 \| 前125年 \| 前124年 \| 前123年 \| 前122年 \| 前121年 \| 前120年 |

前120年代從前129年1月1日開始，於前120年12月31日結束。

## 大事记
- 前129年，大司農鄭當時興水利開渭渠三百里。匈奴入上谷，殺擄吏民。漢政府遣車騎將軍衛青出上谷、騎將軍公孫敖出代郡、輕車將軍公孫賀出雲中、驍騎將軍李廣出雁門，四路反攻。張騫自匈奴逃至月氏。
- 前128年，劉徹立衛子夫為皇后。東夷薉貊國君主南閶，歸附，置滄海郡。張騫至大宛。
- 前127年，衛青攻匈奴，復取河南地，修築秦長城，置朔方郡。汉武帝殺游俠郭解，又殺齊相主父偃，俱屠其族。
- 前126年，匈奴軍臣單于卒，弟伊稚斜單于嗣位。酷吏張湯任廷尉，張騫逃回汉朝。
- 前124年，封丞相公孫弘為平津侯。
- 前123年，羅馬共和國選出揆亞斯格拉古（提比留之弟）任護民官，再改革內政。
- 前122年，淮南王劉安謀反，事泄自殺。
- 前121年，驃騎將軍霍去病出隴西攻匈奴。
- 前120年，漢政府在長安西南作昆明池，教習水戰。